# Ministère de l'Intérieur (Égypte)
Le ministère de l'Intérieur égyptien est un des ministères du Gouvernement égyptien chargé de la sécurité intérieure. Il est chargé des multiples départements de la police égyptienne.
Il possède son propre service de renseignement et d'enquête, les Services de la Sécurité de l'État, distincts du Gihaz al-Mukhabarat al-Amma (services secrets) et du Service de renseignement de l'armée.

## Histoire

### Avant 1952
La « superintendance de l'Intérieur » devient en 1919, sous le protectorat anglais, ministère de l'Intérieur. 
Le poste est occupé généralement par des fonctionnaires ottomans, sans carrière dans la police, ce qui changera avec l'indépendance et surtout l'ère nassérienne.

### Sous Nasser et Sadate
Les forces armées ayant évacué le Sinaï, les seules forces autorisées sur ce territoire sont la police égyptienne et les gardes-frontières (qui passent du ministère de la Défense à celui de l'Intérieur en 2007).

### Sous Moubarak
Le ministère de l'Intérieur est chargé après le massacre de Louxor du 17 novembre 1997 de la répression contre les mouvements islamistes. Habib el-Adli est chargé du ministère de 1997 à 2011.
Parallèlement, la surveillance de la population continue : écoute téléphonique des particuliers, arrestations et intimidation dont la mort de Khaled Saïd devient emblématique, usage de la torture.

### Après 2011
Le ressentiment de la population contre cet appareil d'État répressif éclate début 2011. Malgré 
l'attentat du 1er janvier 2011 à Alexandrie imputé à un groupe palestinien lié au réseau Al-Qaïda, l'Armée de l'Islam , et qui se révèle être un coup monté par le ministère de l'Intérieur destiné à provoquer un réflexe d'union nationale derrière l'État égyptien, une semaine après le début des troubles en Tunisie, les manifestations de février 2011 prennent de court le ministère de l'Intérieur par des manifestations spontanées en de multiples localités, rassemblant plusieurs millions d'Égyptiens. Le 28 février 2011, les forces du ministère de l'Intérieur évacuent les villes pour laisser temporairement place à l'armée. Le 29 février le bâtiment du ministère de l'Intérieur est pris d'assaut par les manifestants qui sont repoussés avec des tirs notamment à balles réelles. Le 5 mars, des manifestants pénètrent dans les centres des Services de la Sécurité de l'État pour récupérer les archives avant qu'elles ne soient détruites.
En mars 2011, l'ancien ministre Habib el-Adli est jugé (pour une affaire de corruption). Les hauts-dirigeants de la sécurité intérieure, l'ancien chef de sécurité du Caire Ismaïl el-Chaïr, le chef des Services de la Sécurité de l'État Hassan Abdul Rahman, ainsi que les dirigeants de la sécurité générale Ali Fayid et des Forces de la sécurité centrale Ahmed Ramzi, comparaissent eux pour « incitation, aide et accord à l'assassinat » de protestataires, c'est-à-dire pour avoir fait tirer sur la foule des manifestants pacifiques. L'ancien chef du service de sécurité d'État, Hassan Abdel-Rahman, est également accusé  d'avoir ordonné la destruction d'archives compromettantes des Services de la Sécurité de l'État. Ces derniers sont dissous le 15 mars.
Les mesures de réformes annoncées par Mansour el-Issaoui, comme le démantèlement du Mabahith Amn al-Dawla al-'Ulya en mars 2011 ou le licenciement de 505 généraux et de 164 officiers le 1er août, restent cependant superficielles, et le ministère de l'Intérieur retourne à un état de stricte dépendance envers l'armée.